# Hästpolo
Hästpolo, polo, är ett bollspel som spelas mellan två beridna lag som med långskaftade klubbor ska slå in en liten hård plastboll i varandras mål. 

## Regler
Spelet spelas på en stor gräsplan (250x180 meter) som längs kanten har en låg sarg. Det hela går ut på att man inom sitt lag ska samarbeta för att driva bollen in i motståndarlagets mål. Ett lag består av fyra spelare. Målet består av två stolpar, sju meter från varandra. Ribba saknas dock vilket har fått till följd att så länge bollen går mellan stolparna, oavsett på vilken höjd, så räknas det som mål. Varje match delas in i fyra, sex eller åtta perioder (chukkers, chuckers eller chukkas). En chukka är 7 till 7 1/2 minuter lång (7 minuter om bollen då är död, max 7 1/2 minuter om den inte är det). Det laget som har flest poäng efter alla chukkas har vunnit. Alla polospelare måste ha ridhjälm på sig. En polohäst springer i ungefär 50 km/h och orkar spela cirka 2 chukkas under en match. Hästarna står för cirka 60-75 % av ekipagets skicklighet.

## Historik

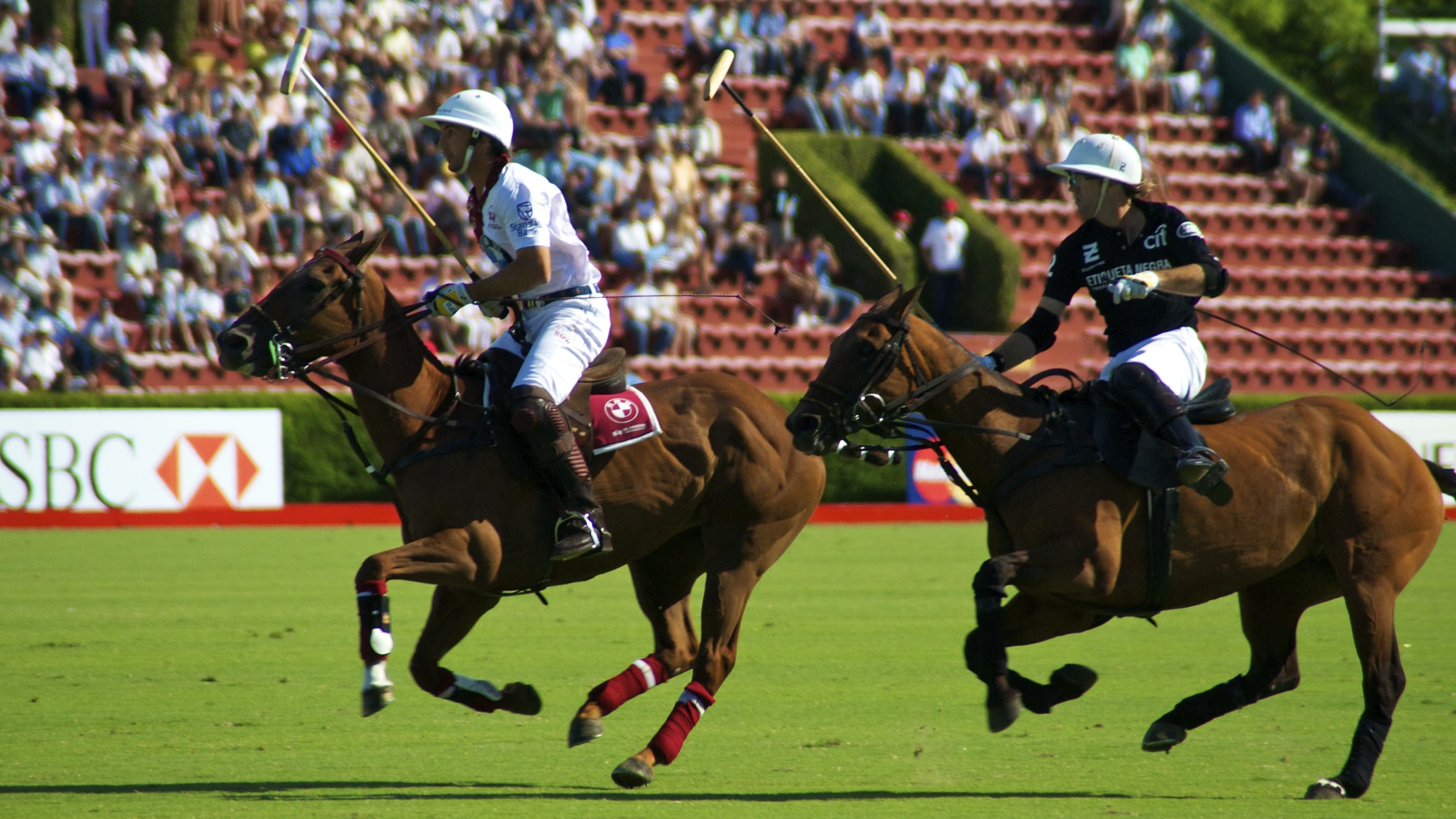
Polo Championship i Argentina

Polo är ett gammalt spel som uppstod bland iranska folk (förmodligen skyter) i Centralasien. Det är känt från det iranska Parthien för cirka 2500 år sedan. Under partherna (247 f.Kr. till 224 e.Kr.) åtnjöt idrotten beskydd under kungarna och adelsmännen. Enligt The Oxford Dictionary of Late Antiquity var polo ett viktigt nöje också vid det sasaniska hovet (224–651).Det var en del av adelsutbildningen för den sasaniska härskarklassen. Storkungen Shapur II lärde sig att spela polo när han var 7 år gammal år 316 e.Kr.

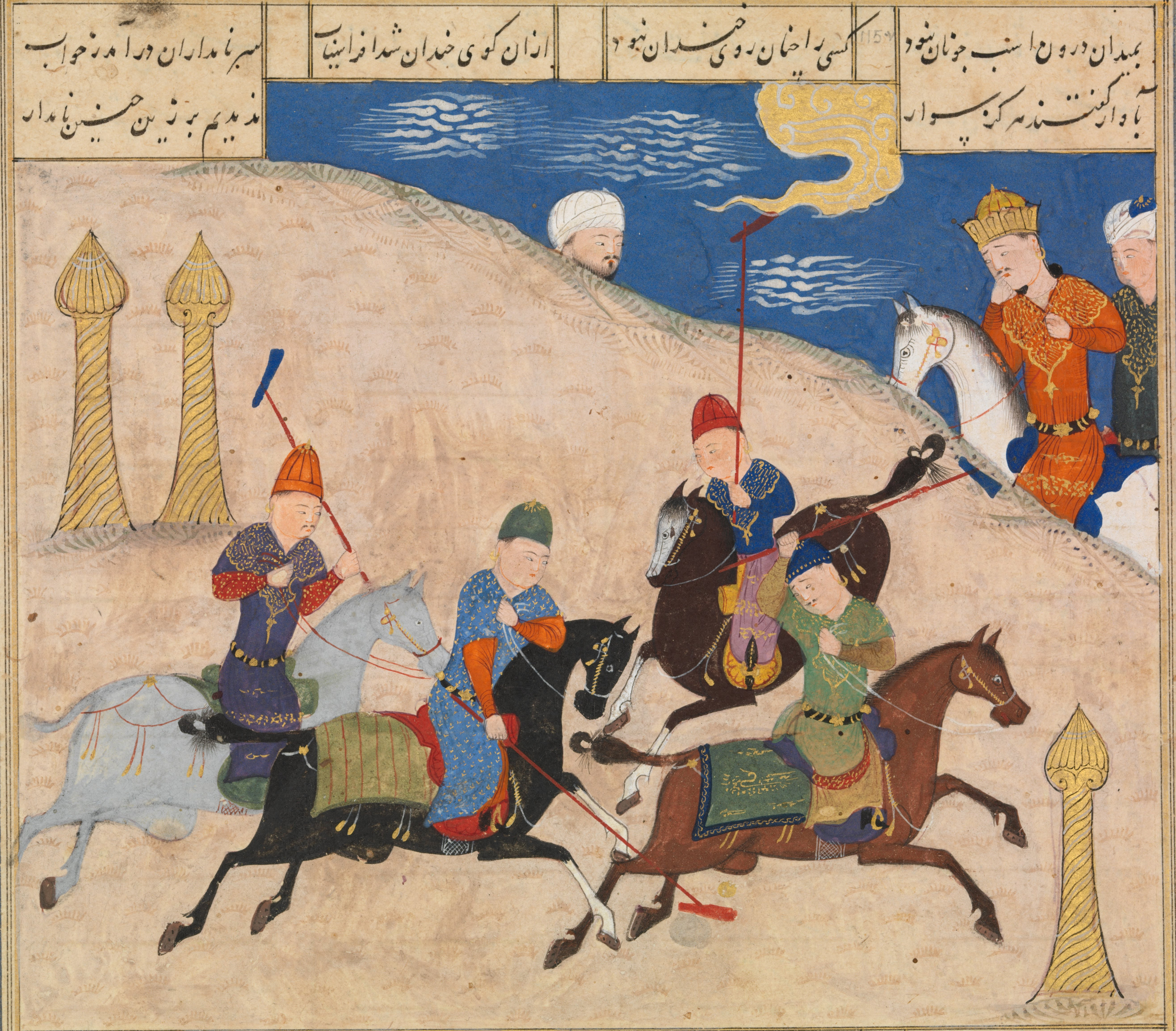
Iransk målning från 1400-t

Polo spred sig från Iran till övriga Mellanöstern, Tibet, Kina och Japan och till Indien på 1200-talet. Det upptogs på 1860-talet av engelska officerare i brittiska Indien vilka tog spelet med sig till Storbritannien och Europa. Det blev snabbt populärt även i USA och senare i Sydmerika. I Argentina är polo en nationalsport.
Det ursprungliga namnet för spelet, "chouwgān", kommer från parthiska språket. Ordet vandrade in i medelpersiskan och används ännu i Iran. Svenskans polo som vi använder det idag härstammar ursprungligen från det tibetanska språket. Begreppet "pulu", som betyder "kula", är ett mjukt träslag som ursprungligen användes för att tillverka bollar.